# Siphonopidae
Famille
Synonymes
- Siphonopina Bonaparte, 1850
- Siphonopinae Bonaparte, 1850
- Brasilotyphlili Lescure, Renous & Gasc, 1986
- Pseudosiphonopiti Lescure, Renous & Gasc, 1986

Les Siphonopidae sont une famille de gymnophiones. Elle a été créée par Charles-Lucien Bonaparte en 1850.

## Répartition
Les espèces des cinq genres de cette famille se rencontrent en Amérique du Sud.

## Liste des genres
Selon Amphibian Species of the World (4 juin 2014) :
- Brasilotyphlus Taylor, 1968
- Luetkenotyphlus Taylor, 1968
- Microcaecilia Taylor, 1968
- Mimosiphonops Taylor, 1968
- Siphonops Wagler, 1828

## Taxinomie
Considérée par le passé comme synonyme des Caeciliidae, elle a été rétablie par Wilkinson, San Mauro, Sherratt et Gower en 2011

## Publication originale
- Bonaparte, 1850 : Conspectus systematum Herpetologiae et amphibiologiae. Editio altera reformata.